# Hoppets Stjärna
Hoppets stjärna är en politiskt oberoende insamlingsstiftelse som arbetar utifrån en kristen värdegrund. Organisationen grundades 1970 av Erik Gunnar Eriksson, då han grundade barnhemmet Estrela da Esperança i Brasilien. Målet med organisationens arbete är främst att stötta barn i världens utvecklingsländer, så att barnen kan skapa sig en hållbar framtid och utveckling, för sig själva såväl som för de samhällen de lever i. Detta görs genom att ge barnen utbildning, hälsovård och mat samt stärkt självkänsla och framtidshopp. 
En viktig del av organisationens arbete är att även söka förbättra barnens närmiljö. Detta gör Hoppets Stjärna bland annat genom att borra brunnar, bygga dammar och ge annan hjälp i utvecklingen av infrastruktur samt genom att utbilda föräldrar och ge stöd till inkomstbringande verksamheter för kvinnor. För att insatserna ska bli hållbara och leda till så goda resultat som möjligt, sker merparten av hjälpen i samarbete med de lokala aktörer som har inverkan på barnets liv. Hoppets Stjärna arbetar därför, genom organisationer på plats, för att påverka och samarbeta med de lokala myndigheter, organisationer, grupper och individer som påverkar barnets livssituation i respektive land.   
Hoppets Stjärna arbetar även för att förändra attityder gentemot och förutsättningar för barn med funktionsnedsättning, så att dessa kan utvecklas som individer och delta som fullvärdiga medborgare i sina samhällen.

## Hoppets Stjärna i korthet
- De har sitt huvudkontor i Kärrsjö i Björna församling, nära Trehörningsjö i Örnsköldsviks kommun
- Organisationen erbjuder varje dag utbildning, näringsriktig mat, omsorg och hälsovård till fler än 30 000 barn
- Hoppets Stjärna ger stöd till närmare 200 projekt i fyra världsdelar
- De stöder utveckling som förbättrar levnadsförhållanden för människor i byar i 15 utvecklingsländer
- Organisationen har funnits på plats med humanitärt bistånd vid över 50 större och mindre naturkatastrofer
- Medlemmarna i organisationen kan bland annat hjälpa till genom en form av fadderskap
- Organisationens verksamhet möter kraven från Stiftelsen för insamlingskontroll, varför de har beviljats ett kontrollgirokonto, även kallat 90-konto